# Шатунов, Сергей Петрович
Серге́й Петро́вич Шатуно́в (6 сентября 1964, Пермь) — российский журналист и пресс-секретарь, в прошлом — телеведущий, продюсер, педагог.

## Биография
Родился 6 сентября 1964 года в Перми. Отец был военным строителем, мать — бухгалтером. Окончил математический факультет Пермского государственного университета по специальности «учитель математики», после чего продолжил учёбу на курсах повышения квалификации для работников радио и ТВ на направлении «ведущий прямого эфира». Служил в армии в группе советских войск в ГДР. После службы работал преподавателем в школе в качестве педагога-организатора клуба для детей и подростков. Был секретарём комитета комсомола в системе среднего профессионального образования г. Перми.
Позднее начал работать на телевидении. Победив в конкурсе, работал автором и ведущим молодёжных программ Пермской студии телевидения.
С начала 1990-х годов работал на 1-м канале Останкино, был ведущим программы «Спокойной ночи, малыши!».
С 1993 года — комментатор ИТА РГТРК «Останкино» (с 1995 — ИТА ОРТ). Входил в кремлёвский пул журналистов Бориса Ельцина. Вместе с Алексеем Пимановым вёл прямой эфир из Кремлёвского дворца съездов в ночь с 12 на 13 декабря 1993 года первую ночь после выборов Государственной Думы 1-го созыва.
После убийства Влада Листьева с 3 апреля 1995 года вместе с Дмитрием Киселёвым вёл программу «Час пик». В 1996-м назначен ответственным выпускающим и ведущим выпусков новостей информационной службы ОРТ. Работал ведущим программы «Лотто-Миллион», затем — шеф-редактором программы «Большая стирка» с Андреем Малаховым.
Позже ушёл на телеканал «Россия», где работал шеф-редактором, продюсером и ведущим «Вестей». Руководил утренней программой «Будь готов» (М1) и утренним вещанием телеканала НТВ.
Освещал события, происходящие в «горячих точках» — Приднестровье, Таджикистане, Абхазии и Чечне. Был единственным журналистом центральных телеканалов, оказавшимся в зоне начала противостояния Грузии и Абхазии в войне в августе 2008 года.
После ухода с телевидения был назначен пресс-секретарём полномочного представителя Президента РФ в Южном федеральном округе Виктора Казанцева. Возглавлял Службу PR ОАО «Центральный телеграф».
С осени 2008 по апрель 2015 года работал пресс-секретарём-помощником руководителя Федеральной службы по надзору в сфере образования и науки, отвечал за государственную информационную политику по единому государственному экзамену (ЕГЭ), проблемам лицензирования и государственной аккредитации вузов и ссузов.
С апреля 2015 года работал пресс-секретарём Россотрудничества, затем был помощником по вопросам медиакоммуникаций и информационной политики первого заместителя председателя Комитета Совета Федерации по Регламенту и организации парламентской деятельности.
С мая 2019 по февраль 2020 года — пресс-секретарь ректора Российской академии народного хозяйства и государственной службы при Президенте Российской Федерации.
С марта 2020 года по 2022 год — директор Департамента международного сотрудничества и связей с общественностью Министерства просвещения Российской Федерации. 
В 2022 году вернулся в РАНХиГС, встав на должность заместителя директора Центра общественных связей. С сентября 2024 года возглавляет Дирекцию по связям с общественностью и информационной политике.